# Jimmy Chin
Jimmy Chin (Wilson, Wyoming, 12 de outubro de 1973) é um alpinista, montanhista, esquiador, cineasta e fotógrafo. Como reconhecimento, foi nomeado ao Óscar 2019 na categoria de Melhor Documentário por Free Solo (2018).